# Elephantomyia (Elephantomyia) tomicola
Elephantomyia (Elephantomyia) tomicola is een tweevleugelige uit de familie steltmuggen (Limoniidae). De soort komt voor in het Afrotropisch gebied.